# Jean de Lastic
Jean de Lastic fue el Gran Maestre de la Orden de Malta desde 1437 hasta su muerte en 1454. Fue el 36° Gran Maestre de la orden si el Gran Maestre rival  Riccardo Caracciolo es reconocido. Fue el primero en emplear el título "Gran Maestre" (Grandis Magister) oficialmente. Durante su reinado, en 1440, una flota otomana atacando Rodas fue exitosamente rechazada. Durante este tiempo, la orden alcanzó su cenit, y tuvo una gran importancia militar en la defensa del Mediterráneo contra la invasión turca. Aun así, su reinado  vio la caída de Constantinopla en 1453, iniciando un siglo de dominancia naval otomana sobre el Mediterráneo oriental. Bajo su sucesor, Jacques de Milly, la Orden de Malta se vio dividida por disputas internas.